# Leckermäulchen

Frischli-Logo Leckermäulchen

Leckermäulchen - DDR - Milchvereinigung des Bezirks Leipzig

Leckermäulchen ist ein mit Stickstoff aufgeschäumtes Milchquarkprodukt in verschiedenen Geschmacksrichtungen. Heute wird Leckermäulchen in Weißenfels (Sachsen-Anhalt) von der frischli Milchwerke GmbH hergestellt.

## Produktionsstandort
Am Produktionsstandort Weißenfels sind rund 150 Mitarbeiter beschäftigt, die dazu beitragen, jährlich rund 190.000 Tonnen Milch neben dem Leckermäulchen zu verschiedenen Molkereiprodukten zu verarbeiten. Zwischen 2009 und 2013 investierte die frischli Milchwerke GmbH rund 5,9 Millionen Euro in den Standort Weißenfels.

## Geschichte
Leckermäulchen wurde 1977/1978 in der DDR entwickelt und im Dezember 1979 erstmals verkauft. Ursprünglich wurde der aufgeschlagene Vanillequark durch das Molkerei-Kombinat Merseburg produziert, später zeitgleich in verschiedenen Molkereibetrieben der DDR hergestellt, u. a. im Kombinat für Milchwirtschaft e. G. Suhl. Das DDR-Original war noch ohne Stickstoff.
Bis zum Jahr 1989 gab es die Geschmacksrichtungen Vanille, Erdbeere und Zitrone. Danach wurde Leckermäulchen bis 1994 nicht produziert. Nachdem Ostprodukte wieder an Akzeptanz gewannen, entschloss sich die inzwischen von den frischli Milchwerken übernommene Molkerei Weißenfels im Jahre 1995, das Produkt in anderer Verpackung und mit neuem Logo als Regionalkonzept für das ehemalige DDR-Gebiet wieder auf den Markt zu bringen. Ohne größere Werbeaufwendungen fand das schon in der DDR sehr beliebte Erzeugnis schnell wieder Käufer. Bereits ein Jahr später wurden neben der Sorte Vanilla weitere Geschmacksrichtungen sowie später auch andere Produkte unter dem Namen Leckermäulchen angeboten.
Nach der Markterweiterung auf die sogenannten alten Bundesländer 1998 erfolgte im Frühjahr 2006 ein Markenrelaunch als Milchquark-Mahlzeit, dabei wurde das Logo um den Leckermäulchen-Schriftzug ergänzt. Seit 2007 fand Leckermäulchen auch im Westen Deutschlands Absatz.
Seit der Wiedereinführung im Jahre 1995 konnte frischli seinen Leckermäulchen-Umsatz kontinuierlich ausbauen. Dieser stieg innerhalb von sechs Jahren von 22,9 Millionen Euro 2008 auf geschätzte 26 Millionen Euro im Jahr 2014 an. Das waren 2014 etwa 53 Millionen Leckermäulchen-Packungen.

## Geschmacksrichtungen
2012 vergrößerte frischli das Leckermäulchen-Sortiment, das bis dahin verschiedene Milchquark-Mahlzeiten umfasste, um die aus Maisgrieß bestehende Kleinen Grieß-Mahlzeit Vanilla. Im Folgejahr wurde die Kleine Grieß-Mahlzeit durch drei weitere Varianten, Schoko-Crispies, Erdbeer-Himbeer und Apfel-Zimt, erweitert. Mit der Vorstellung der Leckermäulchen Milch-Mousse zum Wendejubiläum stellte die frischli Milchwerke GmbH im Jahr 2014 zum ersten Mal eine Milch-Mousse her, welche einen Frischmilchanteil von bis zu 57 Prozent besitzt.
Dann gab es das Leckermäulchen – als Quark, Grieß, Creme und Milch-Mousse – in insgesamt 31 verschiedenen Sorten in den Kühlregalen der gesamten Bundesrepublik.
Im Jahre 2017 musste die Produktion einiger Sorten aus wirtschaftlichen Gründen eingestellt werden, darunter zählten diverse Milchquarks, die kleine Grieß-Mahlzeit, das Milch-Mousse und die mit Frucht unterlegten Sorten. Es wurde aber die sogenannte „Joghurt-Creme“ in vier verschiedenen Sorten (Vanille, Pfirsich-Maracuja, Erdbeere, Banane) auf den Markt gebracht.
Im Mai 2019 wurden das Design und die Rezeptur erneut überarbeitet und die Sorte Pfirsich-Maracuja ersetzte Schoko.
Im Sommer 2020 wurde mit Apfel-Birne eine weitere Sorte eingeführt.

## Werbung
Seit 2007 wirbt das Unternehmen zu Produkteinführungen mit bundesweiten Fernsehwerbespots und überwiegend regional geschalteten Hörfunkkampagnen, stets mit dem Slogan „Leckermäulchen tut Leckermäulchen gut.“